# 拉差丹利站
拉差丹利站（音素換寫：S̄t̄hānī rāchdảri，皇家轉寫：Sathani Ratchadamri，發音：[sā.tʰǎː.nīː râːt.t͡ɕʰā.dām.rìʔ]）位於泰國首都曼谷巴吞旺縣的拉差丹利路，為曼谷BTS（高架電車）席隆線上的一座車站。車站編號為 S1。

## 鄰近地點
- 四面佛
- 曼谷四季酒店（Four Seasons Hotel Bangkok）
- 半島廣場（Peninsula Plaza）
  - 中華航空公司位於5樓。
- 皇家體育俱樂部（Royal Bangkok Sports Club，即：跑馬場）
- 柬埔寨駐泰國大使館
- 土耳其駐泰國大使館
- 是樂園

## 外部連結
- 曼谷集體運輸系統（架空電車）的官方網站